# Vlag van Steenwijk

Vlag van Steenwijk (1982-2001)

De vlag van Steenwijk werd op 25 maart 1982 door de gemeenteraad vastgesteld als de gemeentelijke vlag van de Overijsselse gemeente Steenwijk. 
Op 1 januari 2001 werd de gemeente opgeheven en ging deze op in een nieuwe gemeente Steenwijkerland, toen nog Steenwijk genaamd. Hierdoor kwam de gemeentevlag te vervallen. 

## Beschrijving
De beschrijving kan als volgt luiden: 
Twee banen van gelijke hoogte van geel en blauw, beladen met een ruitvormige aan de 4 hoeken gebastionneerde schanswal van het een in het ander, waarvan het middelpunt op 1/3 van de vlaglengte vanaf de broeking is geplaatst, met de bastions de onder-, boven- en mastzijde van de vlag rakend en aan de broekingszijde vergezeld van twee rode ankerkruizen, rustende op twee armen, en geplaatst op het midden van de hoogte van de banen.
De kleuren en de indeling zijn afgeleid van het wapen, waarvan de vlag een vereenvoudigde weergave is. 

## Verwant symbool

Wapen van Steenwijk (1980)

Ambt Delden 
· Avereest 
· Bathmen 
· Blokzijl 
· Brederwiede 
· Den Ham 
· Denekamp 
· Diepenheim 
· Diepenveen 
· Genemuiden 
· Goor 
· Gramsbergen 
· Hasselt 
· Heino 
· Holten 
· IJsselham 
· IJsselmuiden 
· Markelo 
· Nieuwleusen 
· Noordoostpolder 
· Olst 
· Ootmarsum 
· Rijssen 
· Stad Delden 
· Steenwijk 
· Steenwijkerwold 
· Urk 
· Vollenhove 
· Vriezenveen 
· Wanneperveen 
· Weerselo
· Wijhe 
· Zwartsluis 
· Zwollerkerspel